# 玉城町立有田小学校
玉城町立有田小学校（たまきちょうりつうだしょうがっこう）は、三重県度会郡玉城町長更にある公立小学校。

## 概要
玉城町北部の三重県道716号玉川小俣線沿いにあり、伊勢市（小俣町湯田）との境界線から約300mの所に位置する。
通学区は玉城町の旧有田村部分とほぼ一致する。

### 構成
- 校舎：鉄筋コンクリート3階建て
- 体育館：
- プール：ステンレス製、高学年用25m×6コース、低学年用11.8m×7m[2]

## 沿革
- 1875年（明治8年）11月 - 有爾学校（うに―）、湯田学校が創設する。
- 1884年（明治17年）10月 - 有爾学校と湯田学校が合併して有爾小学校となる。
- 1888年（明治21年）4月 - 有爾簡易授業所と湯田簡易授業所に分かれる（3年制）。
- 1892年（明治25年）8月 - 有爾簡易授業所は有爾尋常小学校に、湯田簡易授業所は修斉尋常小学校と改称する（4年制）。
- 1909年（明治42年）4月 - 有爾尋常小学校と修斉尋常小学校が合併し、有田尋常小学校となる（6年制）。
- 1912年（明治45年）1月 - 長更（ながふけ）に校舎を新築、1月10日を創立記念日とする。
- 1920年（大正9年）4月 - 2年制の高等科を併置し、有田尋常高等小学校と改称する。
- 1941年（昭和16年）4月 - 国民学校令施行に伴い、有田村国民学校と改称する。
- 1947年（昭和22年）4月 - 学校教育法施行に伴い、有田村立有田小学校と改称する。
- 1955年（昭和30年）4月 - 町村合併による玉城町の発足に伴い、玉城町立有田小学校と改称する。小俣町に編入された旧有田村の湯田および新村の児童は、小俣町立小俣小学校に編入する。
- 1959年（昭和34年）9月 - 伊勢湾台風により、校舎のほとんどが倒壊する。長更会所、旧有田村役場を仮校舎とする。
- 1960年（昭和35年）12月 - 新校舎が完成する。
- 1966年（昭和41年）8月 - プールが竣工する。
- 1972年（昭和47年）2月 - 体育館が竣工する。
- 1980年（昭和55年）3月 - 防音校舎が竣工する。
- 1996年（平成8年）7月17日 - 同年4月17日に起工したプールの改築工事が完了する[2][3]。
- 1999年（平成11年）3月29日 - 前年9月に起工した校舎の増築工事が完了する[4]。
- 2010年（平成22年）9月 - 校舎屋上に太陽光発電設備を設置[5]。

## 周辺
- 玉城町立有田保育所
- JA伊勢 玉城支店有田

## 交通アクセス
- 伊勢自動車道 玉城インターチェンジから約5.1km
- JR東海 参宮線 田丸駅より約2.5km、徒歩約30分
- 三重交通バス 伊勢市駅・宇治山田駅より「世古」または「早馬瀬口（はやませぐち）」乗車、「湯田」バス停下車から約1.0km、徒歩13分

## その他
- 有田小学校は1958年（昭和33年）の玉城町建設計画によると、1962年（昭和37年）をめどに玉城町立田丸小学校と統合される予定であった。しかし、1959年（昭和34年）9月の伊勢湾台風により壊滅的な被害を受け、災害復旧を優先させる必要性から統合は据え置き、1964年（昭和39年）10月の臨時町議会で存続が決定した。